# 2e étape du Tour d'Italie 2013
Pour un article plus général, voir Tour d'Italie 2013.
La 2e étape du Tour d'Italie 2013 s'est déroulée le dimanche 5 mai 2013, sur l'île d'Ischia entre Ischia et Forio, sous la forme d'un contre-la-montre par équipes d'une distance de 17,4 km. La formation britannique Sky remporte l'étape, devant Movistar et Astana. L'Italien Salvatore Puccio (Sky), premier de son équipe à avoir franchi la ligne d'arrivée, s'empare du maillot rose de leader du classement général, ainsi que du blanc du classement du meilleur jeune.

## Parcours de l'étape
Cette étape est un contre-la-montre par équipes de 17,4 km, assez technique et relativement plat. Il ne devrait pas entrainer de gros écarts, les gros rouleurs ne pouvant s'exprimer aussi bien sur ce parcours que sur un parcours plus long,.

## Déroulement de la course
L'équipe Sky de Bradley Wiggins a répondu aux attentes en remportant ce contre la montre. Toutefois les écarts restent faibles. La Movistar termine seconde à 9 secondes ce qui constitue une petite surprise. Le vainqueur sortant Ryder Hesjedal et son équipe Garmin-Sharp perdent 25 secondes. La Lampre-Merida de Michele Scarponi et l'équipe Astana de Vincenzo Nibali perdent moins de temps que prévu et terminent respectivement à 22 et 14 secondes de l'équipe Sky.
Le coureur italien de la Sky Salvatore Puccio s'empare du maillot rose après avoir été le premier coureur de son équipe à franchir la ligne.

## Résultats de l'étape

### Classement intermédiaire
| Classement à Casamicciola Terme (km 7,9) | Classement à Casamicciola Terme (km 7,9) | Classement à Casamicciola Terme (km 7,9) | Classement à Casamicciola Terme (km 7,9) | Classement à Casamicciola Terme (km 7,9) |
|                                          | Équipes                                  | Pays                                     |                                          | Temps                                    |
| ---------------------------------------- | ---------------------------------------- | ---------------------------------------- | ---------------------------------------- | ---------------------------------------- |
| 1re                                      | Movistar                                 | Espagne                                  | en                                       | 10 min 10 s                              |
| 2e                                       | Sky                                      | Royaume-Uni                              | +                                        | 2 s                                      |
| 3e                                       | Lampre-Merida                            | Italie                                   |                                          | 3 s                                      |
| 4e                                       | Katusha                                  | Russie                                   |                                          | 5 s                                      |
| 5e                                       | Astana                                   | Kazakhstan                               |                                          | 8 s                                      |
| 6e                                       | Vini Fantini-Selle Italia                | Italie                                   |                                          | 11 s                                     |
| 7e                                       | Garmin-Sharp                             | États-Unis                               |                                          | 12 s                                     |
| 8e                                       | Euskaltel Euskadi                        | Espagne                                  |                                          | 13 s                                     |
| 9e                                       | Blanco                                   | Pays-Bas                                 |                                          | 15 s                                     |
| 10e                                      | Cannondale                               | Italie                                   |                                          | 16 s                                     |
| modifier                                 |                                          |                                          |                                          |                                          |

### Classement à l'arrivée
| Classement de l'étape | Classement de l'étape     | Classement de l'étape | Classement de l'étape | Classement de l'étape |
|                       | Équipes                   | Pays                  |                       | Temps                 |
| --------------------- | ------------------------- | --------------------- | --------------------- | --------------------- |
| Vainqueur             | Sky                       | Royaume-Uni           | en                    | 22 min 5 s            |
| 2e                    | Movistar                  | Espagne               | +                     | 9 s                   |
| 3e                    | Astana                    | Kazakhstan            |                       | 14 s                  |
| 4e                    | Katusha                   | Russie                |                       | 19 s                  |
| 5e                    | Vini Fantini-Selle Italia | Italie                |                       | 22 s                  |
| 6e                    | Lampre-Merida             | Italie                |                       | 22 s                  |
| 7e                    | Garmin-Sharp              | États-Unis            |                       | 25 s                  |
| 8e                    | Blanco                    | Pays-Bas              |                       | 28 s                  |
| 9e                    | Orica-GreenEDGE           | Australie             |                       | 28 s                  |
| 10e                   | Vacansoleil-DCM           | Pays-Bas              |                       | 34 s                  |
| modifier              |                           |                       |                       |                       |

### Classement général
| Classement général | Classement général | Classement général | Classement général | Classement général | Classement général |
|                    | Coureur            | Pays               | Équipe             |                    | Temps              |
| ------------------ | ------------------ | ------------------ | ------------------ | ------------------ | ------------------ |
| 1er                | Salvatore Puccio   | Italie             | Sky                | en                 | 3 h 20 min 43 s    |
| 2e                 | Bradley Wiggins    | Grande-Bretagne    | Sky                | +                  | 0 s                |
| 3e                 | Sergio Henao       | Colombie           | Sky                |                    | 0 s                |
| 4e                 | Dario Cataldo      | Italie             | Sky                |                    | 0 s                |
| 5e                 | Rigoberto Urán     | Colombie           | Sky                |                    | 0 s                |
| 6e                 | Beñat Intxausti    | Espagne            | Movistar           |                    | 9 s                |
| 7e                 | Giovanni Visconti  | Italie             | Movistar           |                    | 9 s                |
| 8e                 | José Herrada       | Espagne            | Movistar           |                    | 9 s                |
| 9e                 | Alex Dowsett       | Grande-Bretagne    | Movistar           |                    | 9 s                |
| 10e                | Eros Capecchi      | Italie             | Movistar           |                    | 9 s                |
| modifier           |                    |                    |                    |                    |                    |

## Classements annexes

### Classement par points
| Classement par points | Classement par points | Classement par points | Classement par points   | Classement par points | Classement par points |
|                       | Coureur               | Pays                  | Équipe                  |                       | Point(s)              |
| --------------------- | --------------------- | --------------------- | ----------------------- | --------------------- | --------------------- |
| 1er                   | Mark Cavendish        | Grande-Bretagne       | Omega Pharma-Quick Step |                       | 28                    |
| 2e                    | Elia Viviani          | Italie                | Cannondale              |                       | 20                    |
| 3e                    | Nacer Bouhanni        | France                | FDJ                     |                       | 16                    |
| modifier              |                       |                       |                         |                       |                       |

### Classement du meilleur grimpeur
| Classement du meilleur grimpeur | Classement du meilleur grimpeur | Classement du meilleur grimpeur | Classement du meilleur grimpeur | Classement du meilleur grimpeur | Classement du meilleur grimpeur |
|                                 | Coureur                         | Pays                            | Équipe                          |                                 | Point(s)                        |
| ------------------------------- | ------------------------------- | ------------------------------- | ------------------------------- | ------------------------------- | ------------------------------- |
| 1er                             | Giovanni Visconti               | Italie                          | Movistar                        |                                 | 3                               |
| 2e                              | Cameron Wurf                    | Australie                       | Cannondale                      |                                 | 3                               |
| 3e                              | Guillaume Bonnafond             | France                          | AG2R La Mondiale                |                                 | 3                               |
| modifier                        |                                 |                                 |                                 |                                 |                                 |

### Classement du meilleur jeune
| Classement du meilleur jeune | Classement du meilleur jeune | Classement du meilleur jeune | Classement du meilleur jeune | Classement du meilleur jeune | Classement du meilleur jeune |
|                              | Coureur                      | Pays                         | Équipe                       |                              | Temps                        |
| ---------------------------- | ---------------------------- | ---------------------------- | ---------------------------- | ---------------------------- | ---------------------------- |
| 1er                          | Salvatore Puccio             | Italie                       | Sky                          | en                           | 3 h 20 min 43 s              |
| 2e                           | Alex Dowsett                 | Grande-Bretagne              | Movistar                     | +                            | 9 s                          |
| 3e                           | Fabio Aru                    | Italie                       | Astana                       |                              | 14 s                         |
| modifier                     |                              |                              |                              |                              |                              |

### Classements par équipes

#### Classement au temps
| Classement par équipes au temps | Classement par équipes au temps | Classement par équipes au temps | Classement par équipes au temps | Classement par équipes au temps |
|                                 | Équipes                         | Pays                            |                                 | Temps                           |
| ------------------------------- | ------------------------------- | ------------------------------- | ------------------------------- | ------------------------------- |
| 1re                             | Sky                             | Royaume-Uni                     | en                              | 9 h 17 min 59 s                 |
| 2e                              | Movistar                        | Espagne                         | +                               | 9 s                             |
| 3e                              | Astana                          | Kazakhstan                      |                                 | 14 s                            |
| modifier                        |                                 |                                 |                                 |                                 |

#### Classement aux points
| Classement par équipes aux points | Classement par équipes aux points | Classement par équipes aux points | Classement par équipes aux points | Classement par équipes aux points |
|                                   | Équipes                           | Pays                              |                                   | Point(s)                          |
| --------------------------------- | --------------------------------- | --------------------------------- | --------------------------------- | --------------------------------- |
| 1re                               | Orica-GreenEDGE                   | Australie                         |                                   | 52                                |
| 2e                                | RadioShack-Leopard                | Luxembourg                        |                                   | 36                                |
| 3e                                | Movistar                          | Espagne                           |                                   | 34                                |
| modifier                          |                                   |                                   |                                   |                                   |

## Abandon
Aucun abandon.